# Rutherford (cràter marcià)
|  | No s'ha de confondre amb Rutherford (cràter). |

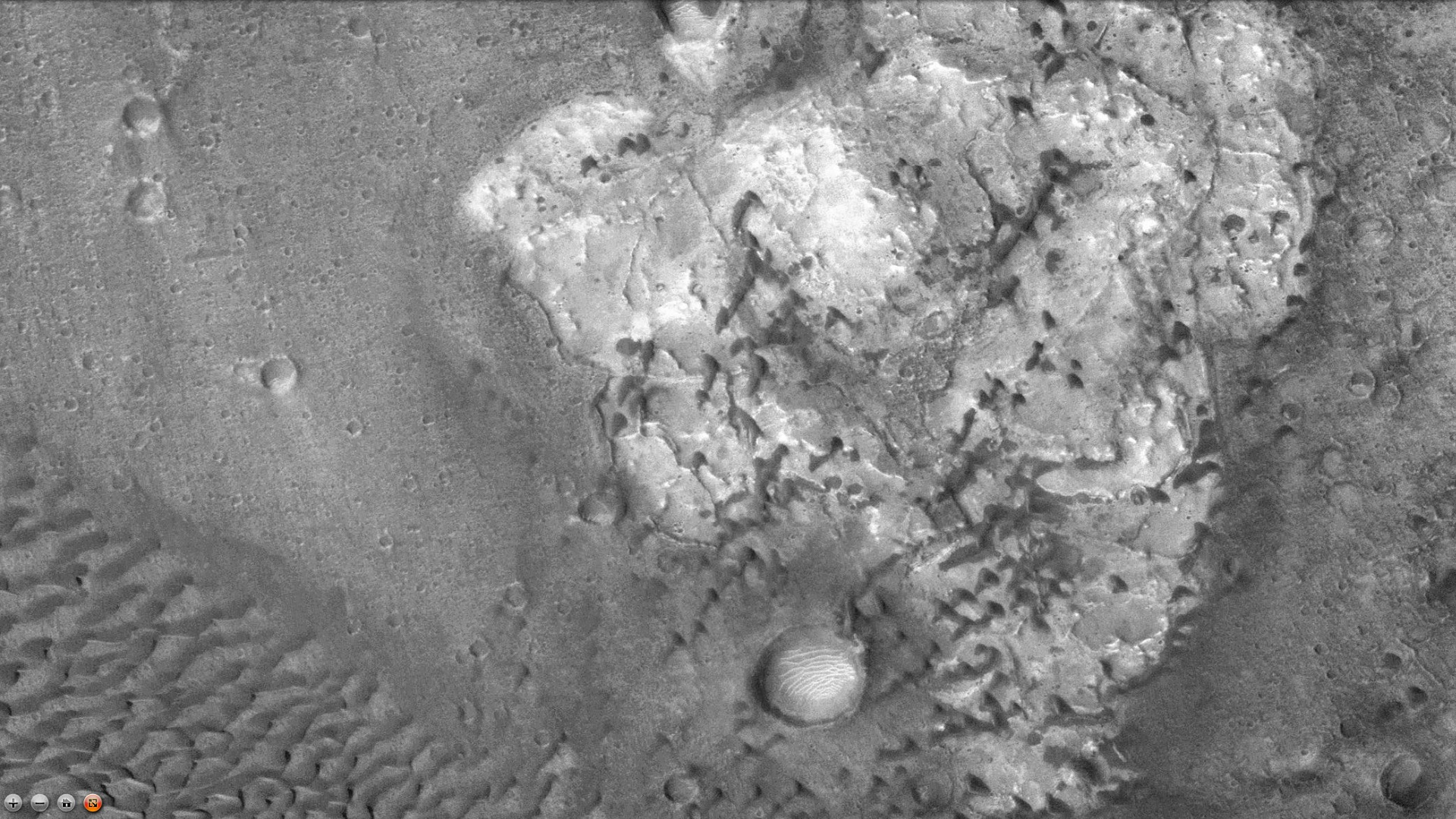
Dunes sobre el sòl de Rutherford (ampliació de la imatge allargada).

Rutherford és un cràter d'impacte pertanyent al quadrangle Oxia Palus del planeta Mart en les coordenades 19.2° latitud nord i 10.7° longitud oest, i té 110.5 km de diàmetre. El seu nom va ser aprovat en 1973 en memòria de físic britànic d'origen neozelandès Ernest Rutherford.
Algunes imatges de detall dels cràters mostren dunes i materials de tons clars, associats amb minerals hidratats com els sulfats. El rover Opportunity va examinar aquestes capes superficials amb diversos instruments. Els científics van mostrar un viu interès quan aquests assajos van mostrar minerals hidratats com a sulfats i argiles en Mart, perquè normalment es formen en presència d'aigua. Els llocs que contenen argiles i/o altres minerals hidratats són llocs potencialment adequats per buscar evidències de vida.